# Navigatio
'''Navigatio''' es la tercera novela de Javier González Rodríguez, publicada en España en 2009 en la editorial Planeta de (Barcelona) siendo su primera edición en febrero de 2009. Los derechos de la novela se han vendido en países como Polonia, Holanda, Grecia y Rumanía antes de su publicación en España.

## Trama
El historiador norteamericano Sebastian C. Cameron, se ve envuelto en una trepidante trama a resultas de la aparición en un falso muro de una iglesia de un pueblo de Toledo de una talla de una virgen, los restos momificados de un monje, una supuesta reliquia y un manuscrito.
Con un desarrollo rápido y no exento de referencias religiosas y científicas, la trama va convergiendo alrededor de la leyenda de la fantástica isla de San Borondón.
En mitad del océano, detrás de la niebla, desde hace siglos, esperan todas las respuestas. Tras el falso muro de una iglesia en restauración en un pequeño pueblo de Castilla, aparecen la talla de una Virgen, un extraño manuscrito, los restos momificados de un monje y la presunta reliquia de la pluma de un ánge l. El estudio del manuscrito, una supuesta falsificación de un texto medieval del siglo VI, el Navigatio Sancti Brandani abbatis, arroja conclusiones imposibles y el Vaticano no encuentra una explicación científica razonable para la hipotética reliquia. Alejandra Recasens, la doctora forense encargada de la autopsia de los restos del monje, y el historiador americano Sebastian Cameron, se verán involucrados en la investigación de estos extraños hallazgos. Ambos están a punto de descubrir un secreto que cambiará la Historia de la Humanidad, el concepto que tenemos del tiempo y sus vidas para siempre. Para ello tendrán que repetir el legendario viaje que unos monjes realizaron hace más de mil quinientos años. Y descubrir que en mitad del océano, detrás de la niebla, desde hace siglos, les están esperando todas las respuestas. En la Isla de Final del Tiempo.
- Datos: Q6039056